# Борборема
Борборема (Borborema Pegmatitic Province, BPP) — геологічна провінція скарнових покладів руд вольфраму і рідкіснометальних пегматитів, Бразилія. Більшість родовищ відкрита і розробляється з 40-х років XX століття.

## Характеристика
Район складений метаморфізованими відкладами Бразильського щита протерозойської доби серії Сеара (кварцити, окварцовані слюдяні сланці, граувакки, аркози, конгломерати, біотит-ґранатові сланці, лінзи вапняків, мармурів, амфіболіту і тактитів). Породи утворюють антиклінальну складку і прорвані інтрузіями гранітів, аплітів, діоритів, монцонітів, пегматитів, розбиті численними тектонічними порушеннями. Дві смуги родовищ руд вольфраму (загальним числом близько 300) пов'язані з дрібнозернистими скарноподібними породами — тактитами, складеними ґранатом, піроксеном, епідотом, кальцитом і кварцом, а також роговою обманкою, везувіаном, воластонітом, флюоритом і турмаліном. Рудні тіла лінзоподібної форми; довжина — дек. км, потужність до 2 м. Середній вміст WO3 в руді 0,8 %. Загальні запаси руди бл. 10 млн т. Найбільші родовища — Кішаба, Мальяда-ду-Анжику, Мальяда-Лімпа, Брежу, Бодо (Боду), Кафука, Боніту.

## Технологія розробки
Розробка родовищ — відкритим і підземним способами. Руда збагачується з одержанням шеєлітового 75%-ного концентрату.